# Tipo mappale
Il tipo mappale è un atto di aggiornamento inerente al catasto dei terreni vigente in Italia.
Si tratta di un atto di natura prettamente tecnica; sostanzialmente permette l'inserimento sulla cartografia catastale di nuovi fabbricati edificati sul territorio, mediante l'ausilio del software Pregeo. Lo stesso atto si utilizza per l'ampliamento dei fabbricati esistenti sulla cartografia che abbiano subito modifiche di sagoma. 
L'atto tecnico deve essere redatto conformemente ai disposti della circolare del Ministero delle Finanze n. 2/88 del 26 febbraio 1988 che consiste nel rilievo tramite stazione totale o GPS e dalla versione 9 e 10 di PreGeo GPS appoggiato ai punti che delimitano l'area oggetto di intervento e ai punti fiduciali.
Il tipo mappale può essere redatto in modalità ordinaria o modesta entità (non necessita di rilievo).